# Theodor Balk
Theodor Balk, de son vrai nom Fodor Dragutin (né le 22 septembre 1900 à Zemun et mort le 25 mars 1974 à Prague), était un médecin, journaliste et écrivain juif allemand.

## Biographie
Theodor Balk a étudié la médecine à Zagreb et à Vienne. En 1925, il pratiqua son art à Belgrade, tout en écrivant des articles pour la presse communiste. En 1929, il quitta le royaume de Yougoslavie pour des raisons politiques et il s'installa en Allemagne à Berlin. Il devint membre du Parti communiste d'Allemagne (KPD) puis de l'Association des écrivains révolutionnaires prolétariens. À Berlin, il travailla en tant que journaliste et rédacteur en chef pour le journal Die Linkskurve ; il écrivit aussi pour le journal communiste Die Rote Fahne. À partir de 1932, il travailla en tant que médecin de marine.
En 1933, il émigra à Paris en passant par Prague. À Prague, Theodor Balk fit la connaissance de Lenka Reinerová, qu'il épousera durant leur exil au Mexique entre 1941 et 1945 ; il écrivit dans le style contestaire d'Egon Erwin Kisch pour des journaux d'expatriés allemands comme Der Gegenangriff, Internationale Literatur, Neue Deutsche Blätter, Arbeiter Illustrierte Zeitung, Deutsche Zentral-Zeitung de Moscou, Die neue Weltbühne et Das Wort. Depuis Paris, il gagna l'Espagne et, en 1936, il participa à la guerre en tant que médecin militaire des Brigades internationales. En 1939, il fut interné en France au camp du Vernet sur Ariège, puis parvint à s'exiler au Mexique où il travailla pour le journal Freies Deutschland (« Allemagne »). Il se maria à Lenka Reinerová en 1943 et, en 1945, avec sa famille, il rejoignit la Yougoslavie ; leur fille naquit à Belgrade.
Malade, Balk fut admis dans une clinique de Prague ; puis, après une cure à Karlsbad, il décida de ne pas rentrer en Yougoslavie. À partir de 1948, il vécut à Prague avec Lenka Reinerová et leur fille.

## Œuvres
- Baumwolle. Eine Reportage vom Kampf an der Textilfront, Verlag Betrieb und Gewerkschaft, Berlin 1930
- Kapitalisten, Bonzen, Metallarbeiter, Berlin, 1930
- Hier spricht die Saar, Ring-Verlag, Zürich 1934. (Nouvelle édition : Röhrig Verlag, St. Ingbert, 1984)
- Prve tri mesice Hitler-Lenin. Jos Hakena Prague
- Das verlorene Manuskript, Moscou, 1934
- Das verlorene Manuskript, El libro libre, Mexico, 1943 (Nouvelle édition : Fischer, Francfort, 1983.  (ISBN 3-596-25179-6))
- Unter dem schwarzen Stern (Nouvelle édition : Verlag Volk und Welt, Berlin, 1960)
- in ndl 7/1961 Tag der Mauer, Aufbau-Verlag,  Berlin, 1961
- in ndl 5/1962 Einst Hafen des Exils und der Verbannung. Kuba Night Step, Aufbau-Verlag, Berlin, 1962
- in ndl 7/1964 Das Urteil der Straßentafeln, Aufbau-Verlag, Berlin, 1964
- Wen die Kugel vor Madrid nicht traf. Tagebuch-Roman über den Spanischen Bürgerkrieg und das Los der Spanienkämpfer.  Röhrig Verlag, St. Ingbert, 1996